# Sphaerolana karenae
Sphaerolana karenae là một loài chân đều trong họ Cirolanidae. Loài này được Rodriguez-Almaraz & Bowman miêu tả khoa học năm 1995.